# Tetrosomus
Tetrosomus es un género de peces cofre de la familia Ostraciidae, del orden Tetraodontiformes. 

## Especies
Las especies de este género son:
- Tetrosomus concatenatus
- Tetrosomus gibbosus
- Tetrosomus reipublicae
- Tetrosomus stellifer